# کمیته ملی المپیک لسوتو
کمیته ملی المپیک لسوتو (به انگلیسی: Lesotho National Olympic Committee) نهاد رسمی مسئول توسعه، حمایت و مدیریت برنامه‌های ورزشی مرتبط با بازی‌های المپیک در لسوتو است. این کمیته در سال ۱۹۷۱ تأسیس شد و در سال بعد، یعنی ۱۹۷۲، از سوی کمیته بین‌المللی المپیک به رسمیت شناخته شد.
دفتر مرکزی این کمیته در شهر ماسرو، پایتخت لسوتو قرار دارد. ریاست این نهاد بر عهدهٔ خانم ماتلوهانگ موئیلوا-راموکوفو و دبیرکلی آن بر عهدهٔ آقای موراکه رالیاکا است.

## رؤسای کمیته
- ۲۰۰۹–اکنون – ماتلوهانگ موئیلوا-راموقوپو[۲]